# Mitsubishi Dion
Der Mitsubishi Dion ist ein Kompaktvan des japanischen Autohersteller Mitsubishi Motors.

## Übersicht
Wie bereits auf der Tokyo Motor Show 1999 angekündigt, wurde der Mitsubishi Dion im Januar 2000 in Japan eingeführt. Die Plattform für den Dion bot der Lancer/Mirage Kombi, mit sieben Sitzen in einer 2–3–2 Kombination. Der Name Dion ist von dem griechischen Gott für Wein und Freude Dionysus abgeleitet.

Eine überarbeitete Version des Dion wurde im Mai 2002 in Japan eingeführt. 

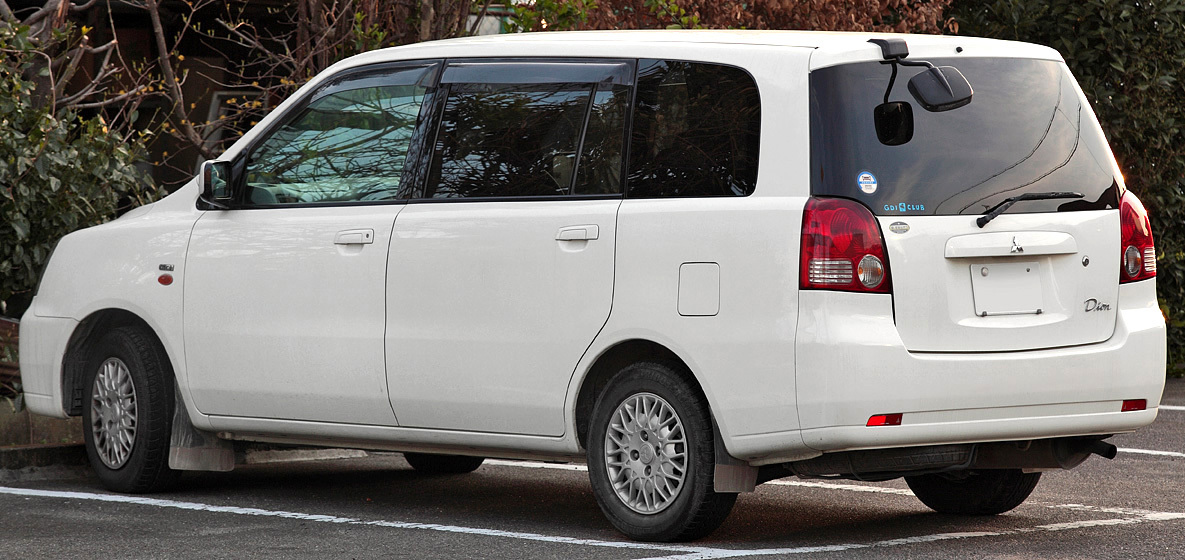
Heckansicht
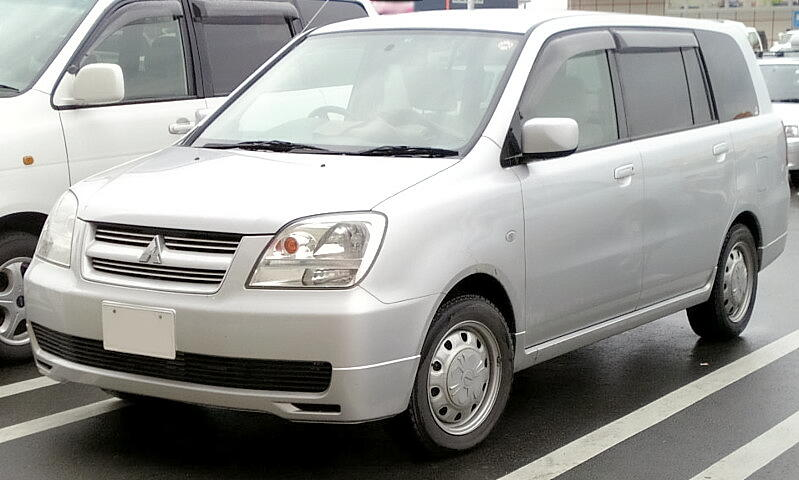
Facelift (2002–2005)

## Motoren
Verfügbar waren ein 2,0-Liter-Vierzylinder-Reihenmotor mit 135 PS (99 kW), ein 1,8-Liter-Motor mit GDI (Benzin-Direkteinspritzung) und der gleichen Leistung, sowie ein 2,0-Liter-Motor mit GDI und einer Leistung von 165 PS (121 kW).

## Produktions- und Verkaufszahlen
| Jahr | Produktion    | Verkäufe      |
| ---- | ------------- | ------------- |
| 1999 | 15.282        | keine Angaben |
| 2000 | 30.977        | 30.225        |
| 2001 | 9.699         | 10.601        |
| 2002 | 5.696         | 5.925         |
| 2003 | 1.881         | 2.131         |
| 2004 | 2.697         | 2.382         |
| 2005 | keine Angaben | keine Angaben |